# 三河東鄉站

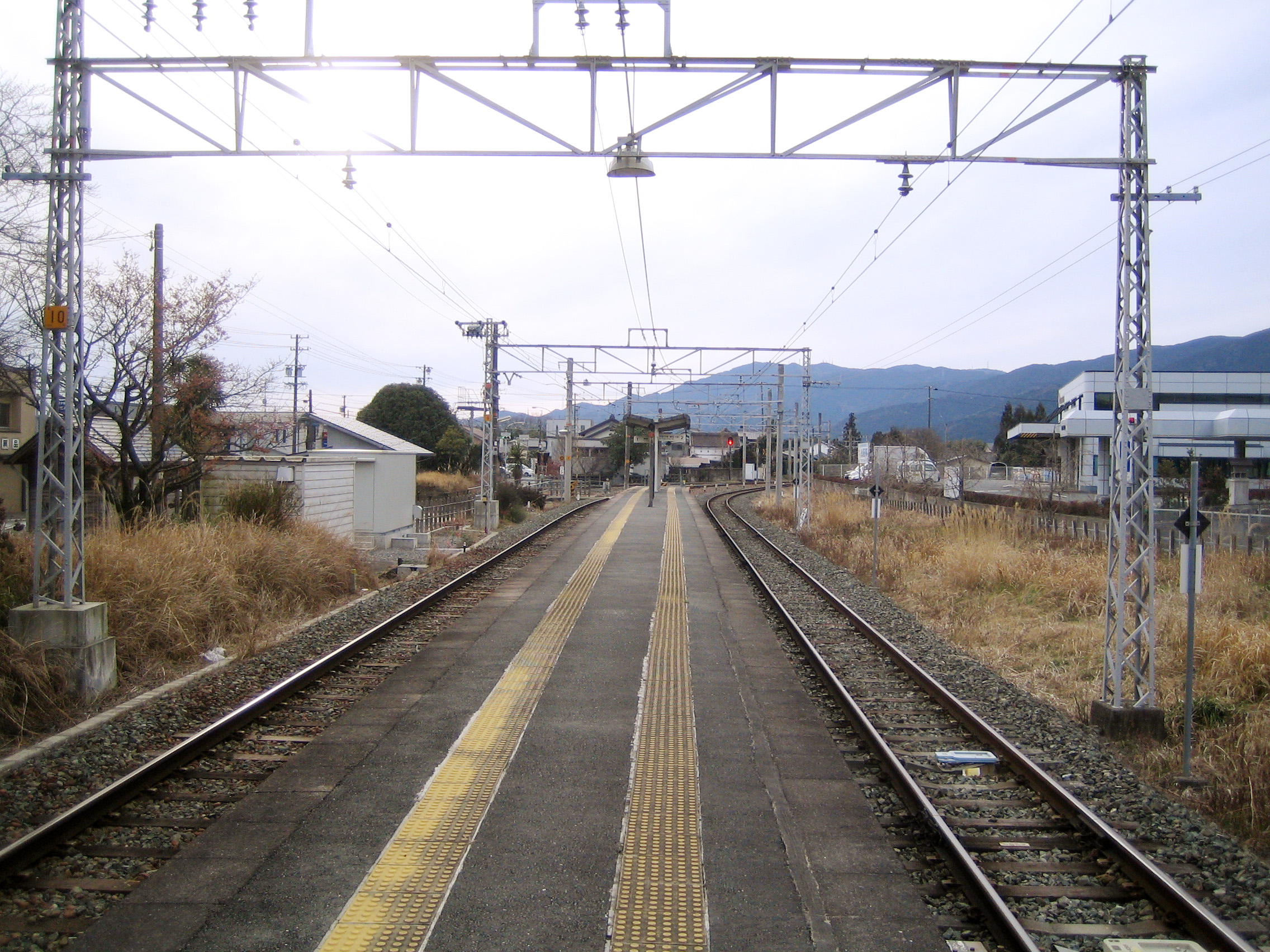
月台(2007年2月)

三河東鄉站（日语：／ Mikawa-tōgō eki */?）是位於愛知縣新城市川路字夜燈24號，東海旅客鐵道（JR東海）的飯田線車站。

## 歷史
- 1900年（明治33年）12月15日 - 豐川鐵道開設「川路站」[2]。
- 1943年（昭和18年）8月1日 - 豐川鐵道被國有化，成為飯田線的一部分[2][3]。同時車站改名為「三河東鄉站」[2]。
- 1962年（昭和37年）6月20日 - 結束車載貨物起卸業務。貨物起卸業務縮短至只起卸小型貨物[2]。
- 1971年（昭和46年）12月1日 - 結束小型貨物起卸業務。同時結束行李起卸業務[2]。
- 1984年（昭和59年）2月24日 - 飯田線南部引入CTC，成為無人車站[4]。
- 1987年（昭和62年）4月1日 - 伴隨國鐵分割民營化，車站由東海旅客鐵道（JR東海）營運[2][3]。

### 車站地址的變化
在車站啟用時，車站地址是南設樂郡東鄉川路。後來東鄉村在1955年4月編入至新城町，在1958年11月新城町升級為新城市。截至1985年，車站地址是新城市川路。

## 車站構造
車站是一座地面車站，設有1面2線的島式月台，可進行列車交會。車站南邊為1號月台，北邊是2號月台。
車站大樓位於上行月台（1號月台）側。在車站大樓內設有拒馬摸型，該模型意念來自長篠之戰由織田和德川聯合軍設置的拒馬。另外，月台與車站大樓之間設有站內平交道。
此站曾經設有車站職員當值，在1984年起成為無人車站。由豐川站管理。

### 月台
| 月台 | 路線   | 上下行 | 方向               |
| ---- | ------ | ------ | ------------------ |
| 1    | 飯田線 | 上行   | 豐橋方向           |
| 2    | 飯田線 | 下行   | 中部天龍、飯田方向 |

## 車站周邊
- 穗之香看護專門學校（日语：穂の香看護専門学校）
- 新城市立東鄉中學（日语：新城市立東郷中学校）
- 新城市立東鄉東小學（日语：新城市立東郷東小学校）
- 豐川
- 國道151號（日语：国道151号）
- 新東名高速道路新城交匯處
- 道之驛帶來新城（日语：道の駅もっくる新城）
- 設樂原古戰場、信玄塚

## 巴士路線
站前設有豐鐵巴士「川路」巴士站。停靠的巴士路線包括連接新城市中心與田口（北設樂郡設樂町田口地區）的豐鐵巴士田口新城線，以及途經新東名高速道路，前往名古屋市藤丘站和長久手市長久手古戰場站的高速巴士路線「山之湊號」（2016年7月1日開始運行）。

## 相鄰車站
東海旅客鐵道（JR東海）
 飯田線
■快速（只有上行班次）、■普通
茶臼山－三河東鄉－大海

## 注腳
1. ↑  JR東海移動等便利化取組報告書
2. 1 2 3 4 5 6 7 8  石野哲（編）. . JTB. 1998: 99頁. ISBN 978-4-533-02980-6 （日语）.
3. 1 2  曾根悟（監修）. 朝日新聞出版分冊百科編集部（編集） , 编. . 週刊 歴史でめぐる鉄道全路線 国鉄・JR (朝日新聞出版). 2009-07-26, (3): 15–17 （日语）.
4. ↑  東海旅客鉄道飯田支店（監修）. . 新葉社. 2005: 92頁 （日语）.
5. ↑  川島令三. . 第4卷 鹽尻站-名古屋東部. 講談社. 2010: 35頁（配線圖）、76頁. ISBN 978-4-06-270064-1.。方角的配線圖與實際地圖比較對照。
6. ↑  東海旅客鉄道（編）. . 東海旅客鉄道. 2007: 732・733頁 （日语）.
7. 1 2  採用車站時間表的方向資訊。詳情參見JR東海官方網站的各站時間表 （页面存档备份，存于）（截至2015年1月）。